# Béothuk (langue)
Cet article concerne la langue béothuk. Pour le peuple béothuk, voir Béothuks.
La langue béothuk était la langue parlée par le peuple Béothuk. Leur langue est peu connue car les  Béothuks sont éteints depuis 1829 et peu d'écrits la décrivant existent. On suppose parfois qu'elle fait partie de la famille des langues algonquiennes, mais cette hypothèse ne dispose pas de suffisamment de preuves pour être vérifiée; elle est souvent considérée comme étant une langue distincte. Les quelques mots de la langue qui sont connus proviennent de captifs, tels que Demasduit et Shanawdithit.
En 1910, l'anthropologue américain Frank Speck a réalisé l'enregistrement d'une chanson en langue béothuk chantée par Santu, une native de 75 ans.